# Východočeský oblastní přebor 1970/1971
V soubojích Východočeského oblastního přeboru 1970/71 se utkalo 14 týmů dvoukolovým systémem podzim - jaro. Tento ročník skončil v červnu 1971.

## Výsledná tabulka
Zdroj: 
| Poř. | Tým                              | Z  | V  | R  | P  | VG | OG | B  |
| ---- | -------------------------------- | -- | -- | -- | -- | -- | -- | -- |
| 1.   | TJ Kolora Semily                 | 26 | 16 | 6  | 4  | 43 | 19 | 38 |
| 2.   | TJ Tesla Pardubice               | 26 | 16 | 4  | 6  | 58 | 32 | 36 |
| 3.   | TJ Třebechovice pod Orebem       | 26 | 13 | 7  | 6  | 35 | 34 | 33 |
| 4.   | TJ Lanškroun                     | 26 | 12 | 7  | 7  | 37 | 30 | 31 |
| 5.   | TJ Spartak Nové Město nad Metují | 26 | 9  | 10 | 7  | 25 | 25 | 28 |
| 6.   | TJ Osinek Kostelec nad Orlicí    | 26 | 10 | 8  | 8  | 30 | 31 | 28 |
| 7.   | TJ Slovan Havlíčkův Brod         | 26 | 12 | 6  | 8  | 41 | 29 | 27 |
| 8.   | TJ Karosa Vysoké Mýto            | 26 | 10 | 4  | 12 | 43 | 40 | 24 |
| 9.   | TJ Spartak Hlinsko               | 26 | 7  | 9  | 10 | 23 | 30 | 23 |
| 10.  | RH Hradec Králové                | 26 | 8  | 7  | 11 | 41 | 48 | 21 |
| 11.  | TJ Letohrad                      | 26 | 9  | 2  | 15 | 23 | 32 | 20 |
| 12.  | VTJ Dukla Žamberk                | 26 | 7  | 6  | 13 | 27 | 37 | 20 |
| 13.  | TJ Svitavy                       | 26 | 6  | 5  | 15 | 27 | 44 | 17 |
| 14.  | TJ Jiskra Nový Bydžov            | 26 | 5  | 5  | 16 | 20 | 45 | 15 |

Poznámky:
- Z = Odehrané zápasy; V = Vítězství; R = Remízy; P = Prohry; VG = Vstřelené góly; OG = Obdržené góly; B = Body

|  | Postup do Divize C 1971/72             |
|  | Sestup do příslušné I. A třídy 1971/72 |